# Massacre de Mỹ Lai

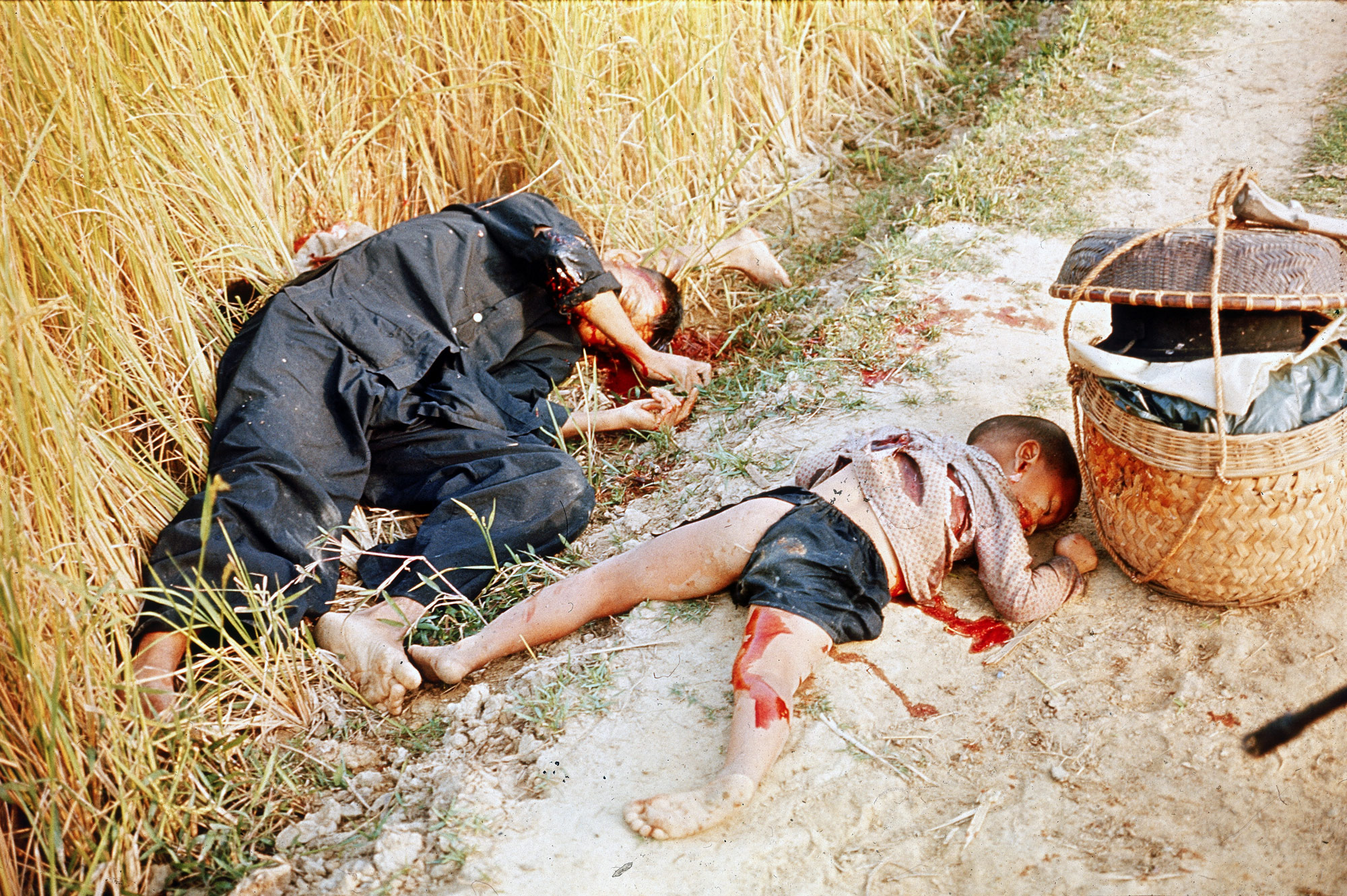
Cadàvers d'una dona i un nen a la carretera, assassinats pels soldats nord-americans durant la massacre de My Lai

Es coneix com a massacre de Mỹ Lai l'assassinat d'entre 347 i 504 civils vietnamites el 16 de març de 1968, durant la Guerra del Vietnam per part de tropes de l'exèrcit dels Estats Units d'Amèrica. La majoria de les víctimes eren dones, nens i ancians, alguns dels quals foren mutilats i algunes dones violades abans de ser assassinades. Malgrat que inicialment s'inculparen 26 soldats dels Estats Units pels fets, finalment només l'oficial William Calley fou condemnat a pena de mort acusat de matar 22 civils, però va complir únicament 3 anys i mig d'arrest domiciliari.